# RKSV Centro Dominguito
El RKSV Centro Dominguito es un club de fútbol Profesional de Curazao, ubicado en la ciudad de Willemstad, y actualmente juega en la Liga de Curazao Primera División.

## Palmarés
En 1987 el club obtiene su primer título de liga de la mano de la gran generación de jugadores Hensley Filomena, Ettiene Mercera, Rubinet Silvanie, Sharlon de Windt, Godfried Penei, Ingemar Piterenella, entre otros que deslumbraban con un gran estilo de juego en equipo.

### Torneos nacionales
- Liga de Curazao: (6)

1987, 2012, 2013, 2015, 2016, 2017

## Resultados en competiciones de la CONCACAF
- Copa de Campeones de la Concacaf: 1 apariciones

Copa de Campeones de la Concacaf 1988 - Primera Ronda (Región Caribe) Eliminado Por  La Gauloise de Basse-Terre 3-1 en el resultado global.
- Campeonato de Clubes de la CFU: 1 apariciones

Campeonato de Clubes de la CFU 2014 - Primera Ronda Etapa de grupos (Región Caribe) Organizada Por  Bayamón F.C. en Puerto Rico.

## Datos del club
- Temporadas en Primera División:
- Temporadas en Segunda División:
- Mayor goleada conseguida:.
  - En campeonatos nacionales:.
  - En torneos internacionales:
- Mayor goleada encajada:.
  - En campeonatos nacionales:.
  - En torneos internacionales:.
- Máximo goleador Histórico:
- Portero menos goleado:
- Más partidos disputados:

## Estadio
El Ergilio Hato Stadium es el estadio local del club y cuenta con una capacidad para 15.000 espectadores sentados y está ubicado en Willemstad.

## Jugadores notables
- Hensley Filomena

- Ettiene Mercera

- Rubinet Silvanie

- Sharlon de Windt

- Godfried Penei

- Ingemar Piterenella

## Amistosos internacionales
| 29 de mayo de 2013 20:00 | RKSV Centro Dominguito               | 2–1 | Inter Moengotapoe        | Ergilio Hato Stadium, Willemstad, Curazao |                                 |
|                          | Luigino Hoyer 25' · Mirco Colina 77' |     | Lennox Martis 37' (a.g.) | Asistencia: 15.000 espectadores           | Asistencia: 15.000 espectadores |

| 2 de junio de 2013 20:00 | RKSV Centro Dominguito                    | 2–2 | ADO Den Haag                      | Ergilio Hato Stadium, Willemstad, Curazao |                                 |
|                          | Benjamin Martha 21' · Benjamin Martha 28' |     | Danny Holla 48' · Danny Holla 90' | Asistencia: 10.000 espectadores           | Asistencia: 10.000 espectadores |

## Entrenadores
- Igemar Pieternella 2012-presente

## Patrocinadores
- Aqualectra Curacao

- Pirma Sport